# Pogonornis
Pogonornis är ett fågelsläkte i familjen afrikanska barbetter inom ordningen hackspettartade fåglar. Släktet omfattar fem arter med utbredning i Afrika söder om Sahara:
- Brunbröstad barbett (Pogonornis melanopterus)
- Rosenbukig barbett (Pogonornis minor)
- Dubbeltandad barbett (Pogonornis bidentatus)
- Rödbröstad barbett (Pogonornis dubius)
- Svartbröstad barbett (Pogonornis rolleti)